# Sainte-Opportune
Sainte-Opportune – miejscowość i gmina we Francji, w regionie Normandia, w departamencie Orne.
Według danych na rok 1990 gminę zamieszkiwały 204 osoby, a gęstość zaludnienia wynosiła 24 osoby/km² (wśród 1815 gmin Dolnej Normandii Sainte-Opportune plasuje się na 682. miejscu pod względem liczby ludności, natomiast pod względem powierzchni na miejscu 611.).